# Club Rivadavia
Club Rivadavia de Lincoln – argentyński klub piłkarski z miasta Lincoln.

## Historia
Klub założony został 22 marca 1915 roku. Większość czasu spędził w ligach regionalnych. W roku 2005 klub awansował do czwartej ligi (Torneo Argentino B), a w następny roku do ligi trzeciej (Torneo Argentino A), w której obecnie występuje jako beniaminek.

### Piłkarze
- Ernesto Cucchiaroni